# Rodolfo Fontiveros Beltran
Rodolfo Fontiveros Beltran (* 13. November 1948 in Gattaran, Provinz Cagayan, Philippinen; † 17. Juni 2017) war ein philippinischer Geistlicher und römisch-katholischer Bischof von San Fernando de La Union.

## Biografie
Der Erzbischof von Tuguegarao, Teodulfo Sabugal Domingo, weihte ihn am 25. März 1976 zum Priester und er war anschließend fast dreißig Jahre als Priester in Tuguegarao tätig.
Papst Benedikt XVI. ernannte ihn am 18. März 2006 zum Titularbischof von Buffada und Apostolischen Vikar von Bontoc-Lagawe. Die Bischofsweihe spendete ihm der Erzbischof von Tuguegarao, Diosdado Aenlle Talamayan, am 16. Mai desselben Jahres; Mitkonsekratoren waren Ramon B. Villena, Bischof von Bayombong, und Sergio Lasam Utleg, Bischof von Ilagan.
Am 30. Oktober 2012 ernannte ihn Benedikt XVI. zum Bischof von San Fernando de La Union. 